# Afro-peruanos
Os afro-peruanos são os cidadãos do Peru que descendem de africanos que foram escravizados e levados ao Hemisfério Ocidental com a chegada dos conquistadores, no período próximo ao fim do comércio de escravos.

## História
Os primeiros africanos chegaram com os conquistadores em 1521, para retornar definitivamente em 1525. Eles lutaram ao lado dos conquistadores como soldados e trabalharam sempre que necessário. Por causa de sua aculturação anterior, em língua espanhola e cultura, eles realizaram uma grande variedade de funções qualificadas e não qualificadas, que contribuíram para a colonização hispânica.
Gradualmente, afro-peruanos concentrados em áreas especializadas, que se basearam os seus vastos conhecimentos e formação em trabalho de artesãos qualificados e na agricultura. Como a população mestiça cresceu, o papel dos afro-peruanos como intermediários entre os moradores indígenas e os espanhóis diminuiu.  A população mestiça aumentou através de ligações entre espanhóis e indígenas peruanos. A partir desta realidade, a pigmentocracia tornou cada vez mais importante para proteger os privilégios dos soberanos espanhóis, e seus filhos espanhois e mestiços. Neste sistema, os espanhóis estavam no topo da hierarquia, mestiços no meio, e os africanos e as populações indígenas no fundo. Mestiços herdaram o privilégio de ajudar o espanhol administrar o país.
Ademais, como adicional imigrantes chegaram da Espanha, e agressivamente colonizaram o Peru, os mestiços tentaram manter os empregos mais lucrativos para si próprios. No início do período colonial, afro-peruanos e afro-espanhóis frequentemente trabalhavam nas minas de ouro por causa de sua familiaridade com as técnicas. Mineração de ouro e smithing era comum em partes da África Ocidental, pelo menos desde o século IV. No entanto, após o período colonial, alguns afro-peruanos se tornaria ourives ou silversmiths. No final, afro-peruanos foram relegados a de volta ao trabalho inovador nas plantações de cana de açúcar e de arroz do litoral norte ou as vinhas e os campos de algodão da costa sul. A população indígena tendia a trabalhar nas minas de prata, de que eles tinham um conhecimento mais especializado do que os africanos ocidentais ou espanhóis, mesmo na era pré-colombiana.

## Tráfico de escravos
Durante o curso do comércio de escravos, cerca de 95.000 escravos foram trazidos para o Peru, com o último grupo chegando em 1850. Na maioria das vezes, os escravos eram inicialmente transportados a Cuba e à Ilha de São Domingos, de onde os comerciantes os levavam ao Panamá e ao Vice-Reino do Peru. Agricultores e afins também compravam seus escravos em Cartagena ou Veracruz em feiras e voltavam ao Peru com os novos escravos importados pelos navios negreiros. Como resultado das "Novas Leis" de 1548 e devido à influência da denúncia dos abusos contra os indígenas pelo Frei Bartolomé de las Casas, os escravos foram gradualmente substituindo os nativos nas encomiendas .
Os proprietários de escravos no Peru desenvolveram uma preferência aos escravos de áreas específicas da África (pensava-se que tinham certas características especiais); e queriam escravos de uma só área que pudessem comunicar-se uns com os outros. Acreditava-se que os escravos da Guiné, do rio Senegal à Costa dos Escravos, eram fáceis de gerenciar e possuíam habilidades negociáveis. Eles sabiam como plantar e cultivar o arroz, treinar cavalos, e agrupar gado a cavalo. Também preferiam escravos da área que se estende da Nigéria ao leste do Gana. A terceira escolha dos proprietários de escravos eram os escravos do Congo, Mantenga, Cambado, Misanga, Moçambique, Madagáscar, Terranova (que provavelmente eram comprados em Porto Novo, no Benim), Mina e Angola.
No século XVII, alguns proprietários começaram o processo de alforria dos negros. Em alguns casos, os escravos podiam comprar sua liberdade, gerando uma nova classe social de afro-peruanos livres. Os escravos tinham que pagar uma quantia elevada por sua liberdade; a alguns se lhes permitia ganhar dinheiro por fora, ou ficar com uma porção de seus ganhos se fossem alugados. Outros tomavam empréstimos, e outros recebiam a liberdade de seus donos. Mesmo depois de livres, os negros emancipados não eram considerados iguais aos espanhóis. Gozavam de privilégios iguais em alguns aspectos, por exemplo, há registros de africanos livres comprando e vendendo terras. Os negros livres se envolviam em várias atividades empreendedoras, das quais o comércio era um fator significativo. Alguns descendentes de africanos se tornaram donos de lojas. Todavia, o status de cidadão livre trazia ao negro novos desafios e condições. Um negro livre tinha que ter um emprego, pagar impostos e servir nas milícias para proteger a nação quando solicitado. Destas tarefas, todas estavam sob a supervisão do Santo Ofício.
A Coroa aumentou os impostos sobre a população negra livre. Um decreto que obrigava os negros livres a se empregarem e residirem com um soberano espanhol era uma forma de limitar a emancipação negra. Enquanto alguns seguiram o determinado e começaram a viver com espanhóis para economizar dinheiro, a grande maioria desafiou a regra e começou a construir "comunidades conjuntas" para ajudarem-se uns aos outros. Uma política discriminatória com um impacto grande a longo prazo foi a exclusão dos negros e mulatos do sistema de educação. As universidades e escolas, largamente regidas pela Igreja, proibiam os não-brancos de se matricularem, sob a justificativa de que eram "indignos de educação". Apesar disto, alguns mulatos ricos e hábeis conseguiram subir na carreira política e ocupar postos menores.
No ano de 1856, o presidente Ramón Castilla y Marquezado declarou a escravidão abolida. Apesar da emancipação gradual da maioria dos escravos negros no Peru, a escravidão continuou ao redor da costa pacífica da América do Sul por todo o século XIX, com os escravistas peruanos capturando polinésios, primariamente das Ilhas Marquesas e da Ilha de Páscoa, e os forçando a realizar trabalhos físicos em minas e na indústria peruana e chilena do guano.
Hoje, comunidades afro-peruanas comemoram a decisão histórica de Castilla com um refrão popular:
Que viva mi papá,
que viva mi mamá,
que viva Ramón Castilla
que nos dió la liberta'

Que viva o meu papai,
que viva a minha mamãe,
que viva o Ramón Castilla
que nos deu a liberdade
Os cidadãos recém-liberados normalmente tomavam o sobrenome de seus antigos proprietários. Por exemplo, os escravos a serviço da família Florez nomearam-se Florez ou Flores.

## Música afro-peruana
A música afro-peruana tem suas raízes nas comunidades de escravos negros trazidos para trabalhar nas minas ao longo da costa peruana. Como tal, está um tanto quanto distante dos Andes, cultural e geograficamente. No entanto, com o seu desenvolvimento, especialmente ao longo do século XX, começou a puxar elementos do andino, espanhol e africano, enquanto seus expoentes modernos também têm afinidades com a nueva canción andina. Como resultado, o foco da música afro-peruana são as pequenas cidades costeiras de Chincha e Cañete, não muito ao sul da capital do Peru, Lima.
A música era pouco conhecida até mesmo no Peru até os anos 50, quando foi popularizada pelo artista seminal Nicomedes Santa Cruz, cujo corpo de trabalho foi levado além na década de 1970 pelo grupo Perú Negro e em 2002 pelo grupo Perú Expresión. Internacionalmente, esta forma de música teve publicidade internacional recente pela gravadora Luaka Bop de David Byrne, que emitiu a compilação Perú Negro e álbuns solo por Susana Baca.